# Enrico Lorenzetti

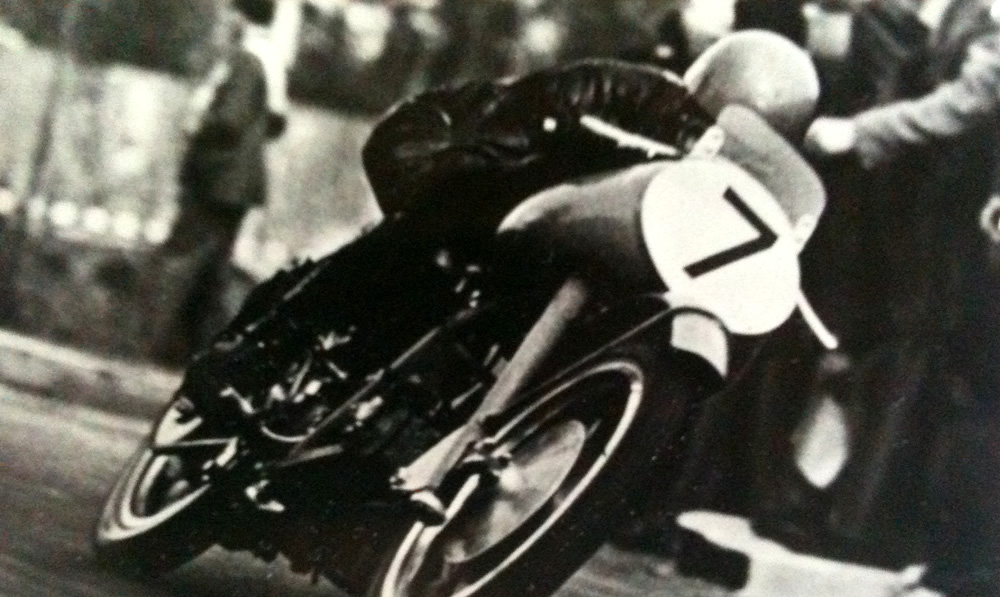
Enrico Lorenzetti

Enrico Lorenzetti, född den 4 januari 1911, död 1989 var en italiensk roadracingförare som vann 250GP 1952.

## Segrar 350GP
| Nummer | Grand Prix | År   |
| ------ | ---------- | ---- |
| 1      | Holland    | 1953 |
| 2      | Italien    | 1953 |

## Segrar 250GP
| Nummer | Grand Prix | År   |
| ------ | ---------- | ---- |
| 1      | Italien    | 1951 |
| 2      | Holland    | 1952 |
| 3      | Italien    | 1952 |
| 4      | Italien    | 1953 |
| 5      | Spanien    | 1953 |